# American Boy (песня «Комбинации»)
«American Boy» — песня, выпущенная группой «Комбинация» в 1990 году. Впоследствии вошла в её альбом «Московская прописка» (1991). Оригинальная версия записана дуэтом Алёны Апиной и Татьяны Ивановой. Композиция исполняется от лица советской девушки перестроечной эпохи, которая, стремясь к материальному благополучию и личному счастью, мечтает найти себе американского бойфренда и уехать вместе с ним из СССР. По итогам 1990 года «American Boy» заняла третью строчку хит-парада лучших песен в «Звуковой дорожке МК». Композиция также входит в сольный репертуар Апиной, которая в 1991 году покинула «Комбинацию» и начала самостоятельную карьеру.

## История
На фоне краха социальной и экономической системы СССР в перестроечном советском обществе нарастало восхищение западными ценностями и прежде всего консюмеризмом. В то же время, в силу изоляционизма и ограниченной мобильности, население страны в основной массе было слабо осведомлено о реалиях капиталистического общества, порой воспринимая его не критически и полагаясь на обманчивые образы и символы, представленные на телевидении, в кино, видеоклипах и прочих источниках, формировавших у людей восприятие Запада. При этом особенно привлекательной западная капиталистическая культура, прежде всего американская, оказалась для советской молодёжи. Возникшее тогда стремление граждан к хорошему уровню жизни, «американской мечте» (более качественным жилью, одежде, потребительским товарам и досугу) в дальнейшем стало двигателем для перемен, происходивших уже в постсоветских условиях.
Подобный запрос в советском обществе на лучшую жизнь в сочетании с восхищением Западом нашёл отражение в популярной песне «American Boy» гёрлз-бэнда «Комбинация». Композиция рассказывала о заветной мечте многих девушек перестроечного СССР — обзавестись американским бойфрендом и эмигрировать с ним в страну изобилия. Препятствия для подобных романтических отношений в период Перестройки были малы как никогда прежде в советской истории, чем и пытается воспользоваться героиня песни. Заграница представляется ей своеобразным оазисом свободы, цивилизационных отношений, роскоши, бытового комфорта и личного счастья. Воплощая свои мечты, она стремится как можно быстрее и навсегда покинуть родную страну, не испытывая каких-либо угрызений совести и при этом абсолютно не задумываясь о возможных адаптационных проблемах. Лирической героине песни в принципе не так важно, куда ехать — главное уехать.
В то же время эмиграция в «American Boy» предстаёт заманчивой только на фоне неустроенности жизни дома. Образ родины в тексте песни даётся косвенно и складывается из аргументов «от противного» — то есть все то, что есть заграницей, подразумевается, отсутствует в родном отечестве. Вместе с тем музыка, наоборот, активно использует стилизацию под русские народные интонации и тембры, которые, в расчёте на межкультурный «экспорт», поддерживаются бесперебойным звучанием ритм-секции. Как и предыдущий хит «Комбинации» под названием «Russian Girls», композиция, помимо социально-экономических настроений, отражала и характерные для того времени веяния молодёжного жаргона — использование из соображений престижности иностранных слов, чтобы продемонстрировать свою «учёность» или близость к иной культуре. Так, припев песни начинался на ломаном английском, а затем продолжался на русском:
American boy, american joy,
American boy for always time.
American boy, уеду с тобой,
Уеду с тобой — Москва прощай.

American boy. American boy
Этот новаторский для советской эстрады ход — сочетание в тексте песни английского и русского языков — с восторгом воспринятый публикой, приписывает себе сооснователь и композитор «Комбинации» — Виталий Окороков. «У песни „Американ бой“ было шесть или семь вариантов — изначально английский текст отсутствовал. Было так: „Возьми меня в Америку, возьми меня с собой. Иначе я в истерике уеду в Уренгой“. Потом я предложил: давайте попробуем по-английски», — вспоминал он. В целом же слова песни, согласно Окорокову, были наполовину сочинены им самим, а другую часть написали тогдашние солистки «Комбинации» — Алёна Апина и Татьяна Иванова, которые композицию в итоге и спели. На авторство текста к «American Boy» в своих интервью также претендовал саратовский поэт-песенник Юрий Дружков. Официальным же автором слов этой песни является продюсер и второй сооснователь «Комбинации» — Александр Шишинин.
Музыка для «American Boy», по воспоминаниям Окорокова, в её нынешнем виде получилась не сразу — сперва композитор перепробовал 15 вариантов одного только припева, но всё никак не мог поймать подходящее настроение и ритм (в отличие от другого шлягера «Комбинации» того же периода, «Бухгалтера», который он положил на музыку за 10 минут). В конечном счёте 23 марта 1990 года «Звуковая дорожка МК» сообщила, что на её II фестивале в Лужниках (прошёл с 28 марта по 1 апреля) группа представит новинку — «American Boy». Далее песня дебютировала в ежемесячном хит-параде рубрики среди лучших треков апреля и в итоге оказалась в тройке лучших за год. Впоследствии она вошла в очередной альбом «Комбинации» — «Московская прописка» (1991), а концертные видеоклипы на неё ротировались по телевидению. В 1991 году ансамбль покинула Апина и, начав затем сольную карьеру, включила популярную композицию в свой репертуар.
В 2011 году интернет-мемом стал видеоролик, запечатлевший как тогдашний Президент РФ Дмитрий Медведев танцует под «American Boy» на встрече выпускников ЛГУ. Песню на мероприятии исполняла Апина. Сама артистка так прокомментировала ситуацию: «Те, кто выложил это видео в Сеть, должны были спросить президента, надо ему это или нет. Дмитрий Анатольевич ведь живой человек, а не робот. Он должен тоже отдыхать!». По следам мема в том же году на Манежной площади под композицию прошёл флешмоб «Танцуй как президент». Позднее шлягер также попал в саундтрек к фильму-расследованию ФБК об имуществе Медведева «Он вам не Димон» (2017). В 2020 году Апина высказала мнение, что в итоге история с танцем под «American Boy» придала Медведеву человечности в глазах людей (по аналогии с пляской Бориса Ельцина в туре «Голосуй или проиграешь»), тогда как Владимир Путин она представить танцующим не может.

## Версии песни
- 1990 — Оригинальная версия «Комбинации». Первоначально звучала в радио- и телеэфирах и на концертах группы, а затем вошла во всевозможные издания (LP, CD, ЦД) альбома «Московская прописка» (1991). Вокальные партии в песне исполняют Алёна Апина и Татьяна Иванова.
- 1993 — Перезаписанная версия «Комбинации». Представлена в кассетном альбоме «Два кусочека колбаски от хороших девочек» (1993). Вокальные партии в этом варианте исполняют Иванова и Светлана Кашина.

На оригинальную версию существует официальный танцевальный ремикс, вышедший в альбоме «Комбинации» «Музыка для дискотек (Non-Stop Dancing)» (1995).

## Оценки и трактовки
Это явление не обошло и нашу группу. Хотя нельзя сказать, что девчонки стремились любыми способами покинуть страну. Просто так вышло — полюбили иностранцев. Барабанщица уехала в Италию. Ещё одна «комбинашка» нашла вторую половинку в Колумбии и открыла там музыкальную школу. И из второго состава девушки создали семьи за границей — в Бельгии и Америке. У всех есть дети. А ещё виллы и яхты… Общаемся через соцсети. Мы же с Алёной предпочли выйти замуж за российских парней.
По оценке политолога Станислава Белковского, значимую роль в Перестройке и падении тоталитарного режима в СССР сыграл вовсе не русский рок, а советская попса, раскрепостившая сознание провинциальной молодёжи в направлении «загадочной иностранности». Согласно Белковскому, реальная судьба такой молодёжи решалась как раз между двумя песнями группы «Комбинация»: «Russian Girls» (в ней простая русско-советская девушка знакомится с заезжим датчанином, но в итоге так и остаётся ни с чем в родной глуши) и «American Boy» (напротив, подразумевавшей хэппи-энд — героиня выходит замуж за американца). Комментируя текст последней (в нём девушка поёт, что мечтает жить на Ямайке, а после знакомства с американцем усядется в Мерседес), Белковский заметил: «Какое отношение имеет „Мерседес“, а заодно и Ямайка к простому американскому юноше — неясно. Но и неважно. Это воздух таинственного и прекрасного иностранного мира».
По мнению музыкального критика Алексея Мажаева, песня довольно чётко описывает российско-американские эмоциональные отношения: если в 2016 году придуманная Америка используется пропагандой в качестве идеального врага, то у «комбинашек» она предстаёт в роли идеального рая — но тоже лишь воображаемого. Д. социол. н. Татьяна Рябова в статье для журнала «Женщина в российском обществе» отмечала, что в перестроечные и первые постперестроечные годы воображаемая Америка выступала универсальным референтом во всех сферах, включая взаимоотношения полов, и «American Boy» — достаточно показательный пример признания превосходства гендерных моделей США над отечественными. Обозреватель журнала «Век XX и мир» под псевдонимом П. З. со своей стороны в 1995 году подчёркивал символическое значение хита: Перестройка, имевшая шанс обновить режим в СССР, началась композицией «Гудбай, Америка!», но закончилась «American Boy». По его наблюдению, для молодых советских парней слушать эту песню, которую с экранов телевизора распевали советские же девчонки, кумиры их подруг, было трагедией: «Молодые женщины наши, по природе более интуитивные, не верят в будущее нашей страны, следовательно, и в нас, в наше будущее!». При этом автор счёл, что композиция исполняется «без тени иронии — победно, освобождённо».
В свою очередь Давид Фельдман в материале для журнала «Вестник РГГУ» рассматривает «American Boy» как ироническую композицию и приводит её в качестве характерного примера полемики с пропагандистскими установками государства, которая явно зазвучала на советской эстраде с конца 1980-х годов. Так, по его мнению, формальным объектом насмешки в тексте песни является мечта о заграничной жизни, однако реальным — политический режим, ввиду которого единственным способом беспрепятственно покинуть СССР остаётся «брак с иностранным паспортом». Журналист Александр Вяльцев, рассуждая в 1993 году в журнале «Юность» об эстетическом оскуднении отечественной эстрады в погоне за свободой после многолетних советских запретов и ограничений, охарактеризовал данную композицию как «инфантильную песенку о любви к „америкэн бою“, запечатлевшую идеал лёгкой жизни петеушницы». Одновременно он противопоставил её создателей «возвышенным представлениям Иегуди Менухина о том, что артист — это человек, осуществляющий мечты человечества». «Нет, я не призываю насильно развивать несчастных советских подростков, но я удивляюсь, когда кто-то впадает в убожество в расчёте на широкий успех», — заключил Вяльцев.
Американский историк Алан М. Болл в своей книге Imagining America: Influence and Images in Twentieth-Century Russia заметил, что образ США как оазиса, до которого подать рукой, или вот-вот придущего спасителя, представленный, в частности, в «American Boy», всплывал в российских медиа на протяжении начала 1990-х годов. Однако уже через несколько лет поп-музыка породила на него ответ — композицию «Мама, всё окей» (1996) певицы Каролины, в которой героиню американские мальчики больше не интересовали, и она, отвергая наставления матери выйти замуж за американца, заявляла, что «штаты» ей не нужны, а богато она может жить и в России, с русским избранником. Припев же звучал как «Мама, всё о’кей, ну на кой нам эти USA». Ещё через несколько лет в фильме «Брат 2» США уже и вовсе представали как нечто ненужное и даже презираемое, что передавалось, в частности, через ироническое использование в саундтреке песни «Гудбай, Америка!».

## Позиции в чартах
Ежемесячные чарты
| Чарт (1990)                          | Высшая позиция | Прим.  |
| ------------------------------------ | -------------- | ------ |
| Россия, Звуковая дорожка МК, «Песни» | 13             | [ 31 ] |

Ежегодные чарты
| Чарт (1990)                                            | Позиция | Прим.  |
| ------------------------------------------------------ | ------- | ------ |
| Россия, Звуковая дорожка МК, «Непопулярная песня года» | 7       | [ 32 ] |
| Россия, Звуковая дорожка МК, «Песня года»              | 3       | [ 33 ] |

## Полезные ссылки
- Виталий Окороков рассказывает о песне «American Boy» на YouTube (1990)
- Дмитрий Медведев танцует под «American Boy» на YouTube (2011)